# Nedroma (bướm đêm)
Nedroma  là một chi bướm đêm thuộc họ Noctuidae.

## Hình ảnh